# Saison 2022-2023 des Pelicans de La Nouvelle-Orléans
La saison 2022-2023 des Pelicans de La Nouvelle-Orléans est la 20e saison de la franchise en National Basketball Association (NBA).

## Draft
| Tour | Choix | Joueur         | Poste | Nationalité                | Provenance            |
| ---- | ----- | -------------- | ----- | -------------------------- | --------------------- |
| 1    | 8     | Dyson Daniels  | G     | Australie                  | NBA G League Ignite   |
| 2    | 41    | E. J. Liddell  | F     | États-Unis                 | Buckeyes d'Ohio State |
| 2    | 52    | Karlo Matković | F/C   | Croatie Bosnie-Herzégovine | Mega Mozzart          |

## Matchs

### Summer League
| Summer League Total: 3-2 |

| Match | Date match | Équipe        | Score    | Meilleur marqueur      | Meilleur rebondeur  | Meilleur passeur       | Lieux Spectateurs      | Série |
| ----- | ---------- | ------------- | -------- | ---------------------- | ------------------- | ---------------------- | ---------------------- | ----- |
| 1     | 9 juillet  | Portland      | D 68-85  | Trey Murphy III (23)   | Trey Murphy III (8) | Naji Marshall (6)      | Thomas & Mack Center 0 | 0 - 1 |
| 2     | 11 juillet | Atlanta       | V 101-73 | Trey Murphy III (30)   | Tyrique Jones (9)   | Jared Harper (7)       | Cox Pavilion 0         | 1 - 1 |
| 3     | 13 juillet | Washington    | V 106-88 | Deividas Sirvydis (25) | Tyrique Jones (15)  | Jared Harper (6)       | Thomas & Mack Center 0 | 2 - 1 |
| 4     | 15 juillet | L.A. Lakers   | D 94-102 | Jared Harper (20)      | Tyrique Jones (13)  | Petty Jr., Seabron (6) | Thomas & Mack Center 0 | 2 - 2 |
| 5     | 17 juillet | Oklahoma City | V 107-71 | John Butler (25)       | Tyrique Jones (11)  | Elijah Stewart (9)     | Cox Pavilion 0         | 3 - 2 |

### Pré-saison
| Pré-saison Total: 4-1 (Domicile : 2-0; Extérieur : 2-1) |

| Match | Date match | Équipe        | Score     | Meilleur marqueur      | Meilleur rebondeur     | Meilleur passeur         | Lieux Spectateurs           | Série |
| ----- | ---------- | ------------- | --------- | ---------------------- | ---------------------- | ------------------------ | --------------------------- | ----- |
| 1     | 4 octobre  | @ Chicago     | V 129-125 | Devonte' Graham (21)   | Jaxson Hayes (6)       | Jose Alvarado (6)        | United Center 16 322        | 1 - 0 |
| 2     | 7 octobre  | Détroit       | V 107-101 | Jose Alvarado (28)     | Willy Hernangomez (8)  | Daniels, Valanciunas (5) | Smoothie King Center 13 309 | 2 - 0 |
| 3     | 9 octobre  | @ San Antonio | V 111-97  | Trey Murphy III (27)   | Willy Hernangomez (11) | Devonte' Graham (6)      | AT&T Center 18 193          | 3 - 0 |
| 4     | 12 octobre | @ Miami       | D 103-120 | Willy Hernangomez (17) | Naji Marshall (8)      | Trois joueurs (4)        | FTX Arena 19 600            | 3 - 1 |
| 5     | 14 octobre | Atlanta       | V 120-111 | Brandon Ingram (19)    | Jonas Valančiūnas (11) | Jonas Valančiūnas (7)    | Legacy Arena 15 486         | 4 - 1 |

### Saison régulière
| Saison régulière Total: 42-40 (Domicile : 27-14; Extérieur : 15-26) |

| Match | Date match | Équipe          | Score          | Meilleur marqueur      | Meilleur rebondeur          | Meilleur passeur    | Lieux Spectateurs           | Série |
| ----- | ---------- | --------------- | -------------- | ---------------------- | --------------------------- | ------------------- | --------------------------- | ----- |
| 1     | 19 octobre | @ Brooklyn      | V 130-108      | Brandon Ingram (28)    | Jonas Valančiūnas (13)      | C. J. McCollum (6)  | Barclays Center 18 003      | 1 - 0 |
| 2     | 21 octobre | @ Charlotte     | V 124-112      | Jonas Valančiūnas (30) | Jonas Valančiūnas (17)      | Brandon Ingram (7)  | Spectrum Center 19 287      | 2 - 0 |
| 3     | 23 octobre | Utah            | D 121-122 (OT) | C. J. McCollum (28)    | Murphy III, Valančiūnas (9) | C. J. McCollum (12) | Smoothie King Center 18 665 | 2 - 1 |
| 4     | 25 octobre | Dallas          | V 113-111      | Trey Murphy III (22)   | Jonas Valančiūnas (7)       | C. J. McCollum (11) | Smoothie King Center 14 020 | 3 - 1 |
| 5     | 28 octobre | @ Phoenix       | D 111-124      | Jonas Valančiūnas (25) | Jonas Valančiūnas (10)      | C. J. McCollum (9)  | Footprint Center 17 071     | 3 - 2 |
| 6     | 30 octobre | @ L.A. Clippers | V 112-91       | C. J. McCollum (22)    | Zion Williamson (12)        | Zion Williamson (7) | Crypto.com Arena 18 142     | 4 - 2 |

| Match | Date match  | Équipe        | Score          | Meilleur marqueur         | Meilleur rebondeur          | Meilleur passeur     | Lieux Spectateurs            | Série  |
| ----- | ----------- | ------------- | -------------- | ------------------------- | --------------------------- | -------------------- | ---------------------------- | ------ |
| 7     | 2 novembre  | @ L.A. Lakers | D 117-120 (OT) | Zion Williamson (27)      | Jonas Valančiūnas (10)      | C. J. McCollum (8)   | Crypto.com Arena 18 997      | 4 - 3  |
| 8     | 4 novembre  | Golden State  | V 114-105      | Brandon Ingram (26)       | McCollum, Nance Jr. (8)     | Ingram, McCollum (5) | Smoothie King Center 18 451  | 5 - 3  |
| 9     | 5 novembre  | @ Atlanta     | D 121-124 (OT) | McCollum, Williamson (29) | Jonas Valančiūnas (17)      | Brandon Ingram (7)   | State Farm Arena 17 654      | 5 - 4  |
| 10    | 7 novembre  | @ Indiana     | D 122-129      | Brandon Ingram (29)       | Valančiūnas, Williamson (7) | Zion Williamson (7)  | Gainbridge Fieldhouse 14 052 | 5 - 5  |
| 11    | 9 novembre  | @ Chicago     | V 115-111      | Brandon Ingram (22)       | Jonas Valančiūnas (13)      | C. J. McCollum (5)   | United Center 19 621         | 6 - 5  |
| 12    | 10 novembre | Portland      | D 95-106       | Zion Williamson (29)      | Jonas Valančiūnas (11)      | C. J. McCollum (7)   | Smoothie King Center 14 289  | 6 - 6  |
| 13    | 12 novembre | Houston       | V 119-106      | Zion Williamson (26)      | Larry Nance Jr. (9)         | C. J. McCollum (7)   | Smoothie King Center 15 367  | 7 - 6  |
| 14    | 15 novembre | Memphis       | V 113-102      | C. J. McCollum (30)       | Dyson Daniels (9)           | C. J. McCollum (9)   | Smoothie King Center 14 032  | 8 - 6  |
| 15    | 16 novembre | Chicago       | V 124-110      | C. J. McCollum (23)       | Trey Murphy III (10)        | Brandon Ingram (9)   | Smoothie King Center 14 658  | 9 - 6  |
| 16    | 18 novembre | Boston        | D 109-117      | Brandon Ingram (25)       | Larry Nance Jr. (8)         | Brandon Ingram (7)   | Smoothie King Center 17 828  | 9 - 7  |
| 17    | 21 novembre | Golden State  | V 128-83       | Brandon Ingram (34)       | Jonas Valančiūnas (13)      | Naji Marshall (7)    | Smoothie King Center 18 589  | 10 - 7 |
| 18    | 23 novembre | @ San Antonio | V 129-110      | Zion Williamson (32)      | Zion Williamson (11)        | Brandon Ingram (10)  | AT&T Center 14 947           | 11 - 7 |
| 19    | 25 novembre | @ Memphis     | D 111-132      | Trey Murphy III (21)      | Quatre joueurs (5)          | Dyson Daniels (6)    | FedExForum 17 794            | 11 - 8 |
| 20    | 28 novembre | Oklahoma City | V 105-101      | Zion Williamson (23)      | Jonas Valančiūnas (10)      | Zion Williamson (8)  | Smoothie King Center 13 109  | 12 - 8 |
| 21    | 30 novembre | Toronto       | V 126-108      | Zion Williamson (33)      | Jonas Valančiūnas (13)      | Dyson Daniels (9)    | Smoothie King Center 14 845  | 13 - 8 |

| Match | Date match  | Équipe          | Score          | Meilleur marqueur      | Meilleur rebondeur         | Meilleur passeur           | Lieux Spectateurs              | Série   |
| ----- | ----------- | --------------- | -------------- | ---------------------- | -------------------------- | -------------------------- | ------------------------------ | ------- |
| 22    | 2 décembre  | @ San Antonio   | V 117-99       | Zion Williamson (30)   | Zion Williamson (15)       | Zion Williamson (8)        | AT&T Center 17 202             | 14 - 8  |
| 23    | 4 décembre  | Denver          | V 121-106      | Jose Alvarado (38)     | Willy Hernangómez (8)      | Marshall, McCollum (6)     | Smoothie King Center 15 658    | 15 - 8  |
| 24    | 7 décembre  | Détroit         | V 104-98       | Zion Williamson (29)   | Jonas Valančiūnas (12)     | Murphy III, Williamson (5) | Smoothie King Center 14 073    | 16 - 8  |
| 25    | 9 décembre  | Phoenix         | V 128-117      | Zion Williamson (35)   | Jonas Valančiūnas (10)     | McCollum, Nance Jr. (5)    | Smoothie King Center 16 381    | 17 - 8  |
| 26    | 11 décembre | Phoenix         | V 129-124 (OT) | Zion Williamson (35)   | Jonas Valančiūnas (10)     | Dyson Daniels (8)          | Smoothie King Center 18 681    | 18 - 8  |
| 27    | 13 décembre | @ Utah          | D 100-121      | Zion Williamson (26)   | Zion Williamson (9)        | Zion Williamson (5)        | Vivint Smart Home Arena 18 206 | 18 - 9  |
| 28    | 15 décembre | @ Utah          | D 129-132 (OT) | Zion Williamson (31)   | Nance Jr., Valančiūnas (9) | Zion Williamson (8)        | Vivint Smart Home Arena 18 206 | 18 - 10 |
| 29    | 17 décembre | @ Phoenix       | D 114-118      | Zion Williamson (30)   | Jonas Valančiūnas (8)      | Zion Williamson (9)        | Footprint Center 17 071        | 18 - 11 |
| 30    | 19 décembre | Milwaukee       | D 119-128      | Jonas Valančiūnas (37) | Jonas Valančiūnas (18)     | C. J. McCollum (9)         | Smoothie King Center 18 271    | 18 - 12 |
| 31    | 22 décembre | San Antonio     | V 126-117      | C. J. McCollum (40)    | Jonas Valančiūnas (10)     | C. J. McCollum (9)         | Smoothie King Center 16 417    | 19 - 12 |
| 32    | 23 décembre | @ Oklahoma City | V 128-125 (OT) | Trey Murphy III (23)   | Naji Marshall (8)          | C. J. McCollum (11)        | Paycom Center 15 214           | 20 - 12 |
| 33    | 26 décembre | Indiana         | V 113-93       | Naji Marshall (22)     | Jonas Valančiūnas (12)     | C. J. McCollum (6)         | Smoothie King Center 18 636    | 21 - 12 |
| 34    | 28 décembre | Minnesota       | V 119-118      | Zion Williamson (43)   | Jonas Valančiūnas (11)     | C. J. McCollum (6)         | Smoothie King Center 18 669    | 22 - 12 |
| 35    | 30 décembre | Philadelphie    | V 127-116      | Zion Williamson (36)   | Jonas Valančiūnas (9)      | C. J. McCollum (5)         | Smoothie King Center 18 656    | 23 - 12 |
| 36    | 31 décembre | @ Memphis       | D 101-116      | Zion Williamson (20)   | Herbert Jones (11)         | Naji Marshall (4)          | FedExForum 17 951              | 23 - 13 |

| Match | Date match | Équipe         | Score     | Meilleur marqueur         | Meilleur rebondeur            | Meilleur passeur       | Lieux Spectateurs                 | Série   |
| ----- | ---------- | -------------- | --------- | ------------------------- | ----------------------------- | ---------------------- | --------------------------------- | ------- |
| 37    | 2 janvier  | @ Philadelphie | D 111-120 | McCollum, Williamson (26) | Jonas Valančiūnas (12)        | Zion Williamson (7)    | Wells Fargo Center 20 531         | 23 - 14 |
| 38    | 4 janvier  | Houston        | V 119-108 | C. J. McCollum (28)       | Jonas Valančiūnas (17)        | C. J. McCollum (6)     | Smoothie King Center 17 295       | 24 - 14 |
| 39    | 6 janvier  | Brooklyn       | D 102-108 | C. J. McCollum (28)       | Jonas Valančiūnas (10)        | C. J. McCollum (6)     | Smoothie King Center 0            | 24 - 15 |
| 40    | 7 janvier  | @ Dallas       | D 117-127 | Jonas Valančiūnas (25)    | Hernangómez, Valančiūnas (10) | Jose Alvarado (7)      | American Airlines Center 20 300   | 24 - 16 |
| 41    | 9 janvier  | @ Washington   | V 132-112 | C. J. McCollum (34)       | Jonas Valančiūnas (12)        | Devonte' Graham (6)    | Capital One Arena 16 223          | 25 - 16 |
| 42    | 11 janvier | @ Boston       | D 114-125 | C. J. McCollum (38)       | Naji Marshall (7)             | C. J. McCollum (4)     | TD Garden 19 156                  | 25 - 17 |
| 43    | 13 janvier | @ Détroit      | V 116-110 | Jonas Valančiūnas (33)    | Jonas Valančiūnas (16)        | C. J. McCollum (9)     | Little Caesars Arena 18 989       | 26 - 17 |
| 44    | 16 janvier | @ Cleveland    | D 103-113 | C. J. McCollum (25)       | Jonas Valančiūnas (13)        | Jose Alvarado (5)      | Rocket Mortgage FieldHouse 19 432 | 26 - 18 |
| 45    | 18 janvier | Miami          | D 98-124  | C. J. McCollum (21)       | Jonas Valančiūnas (10)        | Larry Nance Jr. (6)    | Smoothie King Center 17 736       | 26 - 19 |
| 46    | 20 janvier | @ Orlando      | D 110-123 | C. J. McCollum (23)       | Jonas Valančiūnas (10)        | Dyson Daniels (8)      | Amway Center 19 025               | 26 - 20 |
| 47    | 22 janvier | @ Miami        | D 96-100  | Trey Murphy III (17)      | Jonas Valančiūnas (16)        | Dyson Daniels (6)      | Miami-Dade Arena 19 600           | 26 - 21 |
| 48    | 24 janvier | Denver         | D 98-99   | C. J. McCollum (20)       | Jonas Valančiūnas (9)         | C. J. McCollum (4)     | Smoothie King Center 14 699       | 26 - 22 |
| 49    | 25 janvier | Minnesota      | D 102-111 | C. J. McCollum (25)       | Jonas Valančiūnas (12)        | C. J. McCollum (8)     | Smoothie King Center 14 887       | 26 - 23 |
| 50    | 28 janvier | Washington     | D 103-113 | C. J. McCollum (24)       | Larry Nance Jr. (8)           | C. J. McCollum (5)     | Smoothie King Center 17 692       | 26 - 24 |
| 51    | 29 janvier | @ Milwaukee    | D 110-135 | Jose Alvarado (18)        | Larry Nance Jr. (12)          | Alvarado, Marshall (6) | Fiserv Forum 17 341               | 26 - 25 |
| 52    | 31 janvier | @ Denver       | D 113-122 | Jones, McCollum (21)      | Larry Nance Jr. (11)          | Brandon Ingram (9)     | Ball Arena 18 868                 | 26 - 26 |

| Match                  | Date match | Équipe          | Score     | Meilleur marqueur    | Meilleur rebondeur     | Meilleur passeur         | Lieux Spectateurs               | Série   |
| ---------------------- | ---------- | --------------- | --------- | -------------------- | ---------------------- | ------------------------ | ------------------------------- | ------- |
| 53                     | 2 février  | @ Dallas        | D 106-111 | Brandon Ingram (26)  | Jonas Valančiūnas (13) | C. J. McCollum (8)       | American Airlines Center 19 670 | 26 - 27 |
| 54                     | 4 février  | L.A. Lakers     | V 131-126 | Brandon Ingram (35)  | Jonas Valančiūnas (14) | C. J. McCollum (7)       | Smoothie King Center 18 886     | 27 - 27 |
| 55                     | 5 février  | Sacramento      | V 136-104 | Trey Murphy III (30) | Willy Hernangómez (16) | Quatre joueurs (4)       | Smoothie King Center 17 779     | 28 - 27 |
| 56                     | 7 février  | Atlanta         | V 116-107 | Brandon Ingram (30)  | Jonas Valančiūnas (14) | Brandon Ingram (8)       | Smoothie King Center 16 669     | 29 - 27 |
| 57                     | 10 février | Cleveland       | D 107-118 | Brandon Ingram (25)  | Jonas Valančiūnas (7)  | Brandon Ingram (8)       | Smoothie King Center 16 398     | 29 - 28 |
| 58                     | 13 février | @ Oklahoma City | V 103-100 | Brandon Ingram (34)  | Jonas Valančiūnas (8)  | Trois joueurs (3)        | Paycom Center 14 920            | 30 - 28 |
| 59                     | 15 février | @ L.A. Lakers   | D 102-120 | Brandon Ingram (25)  | Jonas Valančiūnas (11) | C. J. McCollum (9)       | Crypto.com Arena 18 997         | 30 - 29 |
| NBA All-Star Game 2023 |            |                 |           |                      |                        |                          |                                 |         |
| 60                     | 23 février | @ Toronto       | D 110-115 | Brandon Ingram (36)  | Jonas Valančiūnas (12) | C. J. McCollum (5)       | Scotiabank Arena 19 800         | 30 - 30 |
| 61                     | 25 février | @ New York      | D 106-128 | Josh Richardson (16) | Jonas Valančiūnas (10) | McCollum, Richardson (4) | Madison Square Garden 19 812    | 30 - 31 |
| 62                     | 27 février | Orlando         | D 93-101  | Brandon Ingram (25)  | Trois joueurs (6)      | C. J. McCollum (6)       | Smoothie King Center 16 038     | 30 - 32 |

| Match | Date match | Équipe          | Score     | Meilleur marqueur       | Meilleur rebondeur        | Meilleur passeur      | Lieux Spectateurs           | Série   |
| ----- | ---------- | --------------- | --------- | ----------------------- | ------------------------- | --------------------- | --------------------------- | ------- |
| 63    | 1er mars   | @ Portland      | V 121-110 | Brandon Ingram (40)     | Hernangómez, McCollum (7) | C. J. McCollum (7)    | Moda Center 18 566          | 31 - 32 |
| 64    | 3 mars     | @ Golden State  | D 99-108  | C. J. McCollum (25)     | Hernangómez, McCollum (6) | Jones, McCollum (5)   | Chase Center 18 064         | 31 - 33 |
| 65    | 6 mars     | @ Sacramento    | D 108-123 | Brandon Ingram (24)     | Jonas Valančiūnas (12)    | Herbert Jones (8)     | Golden 1 Center 17 708      | 31 - 34 |
| 66    | 8 mars     | Dallas          | V 113-106 | C. J. McCollum (32)     | Herbert Jones (9)         | Daniels, Marshall (6) | Smoothie King Center 17 473 | 32 - 34 |
| 67    | 11 mars    | Oklahoma City   | D 96-110  | C. J. McCollum (26)     | Hayes, Marshall (8)       | C. J. McCollum (8)    | Smoothie King Center 17 606 | 32 - 35 |
| 68    | 12 mars    | Portland        | V 127-110 | Trey Murphy III (41)    | Jonas Valančiūnas (12)    | C. J. McCollum (11)   | Smoothie King Center 16 676 | 33 - 35 |
| 69    | 14 mars    | L.A. Lakers     | D 108-123 | Brandon Ingram (22)     | Herbert Jones (7)         | C. J. McCollum (9)    | Smoothie King Center 18 625 | 33 - 36 |
| 70    | 17 mars    | @ Houston       | D 112-114 | Brandon Ingram (31)     | Jonas Valančiūnas (17)    | Ingram, McCollum (6)  | Toyota Center 15 841        | 33 - 37 |
| 71    | 19 mars    | @ Houston       | V 117-107 | Ingram, McCollum (26)   | Jonas Valančiūnas (12)    | Brandon Ingram (9)    | Toyota Center 14 209        | 34 - 37 |
| 72    | 21 mars    | San Antonio     | V 119-84  | Brandon Ingram (32)     | Jonas Valančiūnas (15)    | Brandon Ingram (7)    | Smoothie King Center 15 466 | 35 - 37 |
| 73    | 23 mars    | Charlotte       | V 115-96  | Brandon Ingram (30)     | Jonas Valančiūnas (19)    | Brandon Ingram (10)   | Smoothie King Center 15 749 | 36 - 37 |
| 74    | 25 mars    | @ L.A. Clippers | V 131-110 | Ingram, Murphy III (32) | Jonas Valančiūnas (13)    | Brandon Ingram (13)   | Crypto.com Arena 17 702     | 37 - 37 |
| 75    | 27 mars    | @ Portland      | V 124-90  | Brandon Ingram (20)     | Jonas Valančiūnas (21)    | C. J. McCollum (8)    | Moda Center 17 943          | 38 - 37 |
| 76    | 28 mars    | @ Golden State  | D 109-120 | Brandon Ingram (26)     | Jonas Valančiūnas (9)     | Brandon Ingram (7)    | Chase Center 18 064         | 38 - 38 |
| 77    | 30 mars    | @ Denver        | V 107-88  | Brandon Ingram (31)     | Jonas Valančiūnas (12)    | Brandon Ingram (10)   | Ball Arena 19 728           | 39 - 38 |

| Match | Date match | Équipe        | Score          | Meilleur marqueur    | Meilleur rebondeur     | Meilleur passeur    | Lieux Spectateurs           | Série   |
| ----- | ---------- | ------------- | -------------- | -------------------- | ---------------------- | ------------------- | --------------------------- | ------- |
| 78    | 1er avril  | L.A. Clippers | V 122-114      | Brandon Ingram (36)  | Jonas Valančiūnas (12) | Brandon Ingram (8)  | Smoothie King Center 18 399 | 40 - 38 |
| 79    | 4 avril    | Sacramento    | D 103-121      | Brandon Ingram (22)  | Jonas Valančiūnas (8)  | Brandon Ingram (6)  | Smoothie King Center 15 799 | 40 - 39 |
| 80    | 5 avril    | Memphis       | V 138-131 (OT) | Herbert Jones (35)   | C. J. McCollum (10)    | Brandon Ingram (13) | Smoothie King Center 17 232 | 41 - 39 |
| 81    | 7 avril    | New York      | V 113-105      | Trey Murphy III (31) | Jonas Valančiūnas (12) | Brandon Ingram (7)  | Smoothie King Center 18 656 | 42 - 39 |
| 82    | 9 avril    | @ Minnesota   | D 108-113      | Brandon Ingram (42)  | Jonas Valančiūnas (18) | Brandon Ingram (7)  | Target Center 18 978        | 42 - 40 |

### Play-in tournament
| Play-in Total: 0-1 (Domicile : 0-1; Extérieur : 0-0) |

| Match | Date match | Équipe        | Score     | Meilleur marqueur   | Meilleur rebondeur     | Meilleur passeur   | Lieux Spectateurs           | Série |
| ----- | ---------- | ------------- | --------- | ------------------- | ---------------------- | ------------------ | --------------------------- | ----- |
| 1     | 12 avril   | Oklahoma City | D 118-123 | Brandon Ingram (30) | Jonas Valančiūnas (18) | Brandon Ingram (7) | Smoothie King Center 18 715 | 0 - 1 |

### Confrontations en saison régulière
| Conférence Est      | Conférence Est                              | Conférence Est                              | Conférence Ouest                            | Conférence Ouest                            | Conférence Ouest                            | Conférence Ouest                            | Conférence Ouest                            |
| Division Atlantique | Division Atlantique                         | Division Atlantique                         | Division Nord-Ouest                         | Division Nord-Ouest                         | Division Nord-Ouest                         | Division Nord-Ouest                         | Division Nord-Ouest                         |
| Équipe              | Domicile                                    | Extérieur                                   | Équipe                                      | Domicile                                    | Domicile                                    | Extérieur                                   | Extérieur                                   |
| ------------------- | ------------------------------------------- | ------------------------------------------- | ------------------------------------------- | ------------------------------------------- | ------------------------------------------- | ------------------------------------------- | ------------------------------------------- |
| Boston              | 109-117                                     | 114-125                                     | Denver                                      | 121-106                                     | 98-99                                       | 113-122                                     | 107-88                                      |
| Brooklyn            | 102-108                                     | 130-108                                     | Minnesota                                   | 119-118                                     | 102-111                                     | 108-113                                     |                                             |
| New York            | 113-105                                     | 106-128                                     | Oklahoma City                               | 105-101                                     | 96-110                                      | 128-125 (OT)                                | 103-100                                     |
| Philadelphie        | 127-116                                     | 111-120                                     | Portland                                    | 95-106                                      | 127-110                                     | 121-110                                     | 124-90                                      |
| Toronto             | 126-108                                     | 110-115                                     | Utah                                        | 121-122 (OT)                                |                                             | 100-121                                     | 129-132 (OT)                                |
| Division            | 4-6 (Domicile : 3-2; Extérieur : 1-4)       | 4-6 (Domicile : 3-2; Extérieur : 1-4)       | Division                                    | 9-9 (Domicile : 3-5; Extérieur : 5-4)       | 9-9 (Domicile : 3-5; Extérieur : 5-4)       | 9-9 (Domicile : 3-5; Extérieur : 5-4)       | 9-9 (Domicile : 3-5; Extérieur : 5-4)       |
| Division Centrale   | Division Centrale                           | Division Centrale                           | Division Pacifique                          | Division Pacifique                          | Division Pacifique                          | Division Pacifique                          | Division Pacifique                          |
| Équipe              | Domicile                                    | Extérieur                                   | Équipe                                      | Domicile                                    | Domicile                                    | Extérieur                                   | Extérieur                                   |
| Chicago             | 124-110                                     | 115-111                                     | Golden State                                | 114-105                                     | 128-83                                      | 99-108                                      | 109-120                                     |
| Cleveland           | 107-118                                     | 103-113                                     | L.A. Clippers                               | 122-114                                     |                                             | 112-91                                      | 131-110                                     |
| Detroit             | 104-98                                      | 116-110                                     | L.A. Lakers                                 | 131-126                                     | 108-123                                     | 117-120 (OT)                                | 102-120                                     |
| Indiana             | 113-93                                      | 122-129                                     | Phoenix                                     | 128-117                                     | 129-124 (OT)                                | 111-124                                     | 114-118                                     |
| Milwaukee           | 119-128                                     | 110-135                                     | Sacramento                                  | 136-104                                     | 103-121                                     | 108-123                                     |                                             |
| Division            | 7-5 (Domicile : 4-2; Extérieur : 3-3)       | 7-5 (Domicile : 4-2; Extérieur : 3-3)       | Division                                    | 7-9 (Domicile : 6-2; Extérieur : 1-7)       | 7-9 (Domicile : 6-2; Extérieur : 1-7)       | 7-9 (Domicile : 6-2; Extérieur : 1-7)       | 7-9 (Domicile : 6-2; Extérieur : 1-7)       |
| Division Sud-Est    | Division Sud-Est                            | Division Sud-Est                            | Division Sud-Ouest                          | Division Sud-Ouest                          | Division Sud-Ouest                          | Division Sud-Ouest                          | Division Sud-Ouest                          |
| Équipe              | Domicile                                    | Extérieur                                   | Équipe                                      | Domicile                                    | Domicile                                    | Extérieur                                   | Extérieur                                   |
| Atlanta             | 116-107                                     | 121-124 (OT)                                | Dallas                                      | 113-111                                     | 113-106                                     | 117-127                                     | 106-111                                     |
| Charlotte           | 115-96                                      | 124-112                                     | Houston                                     | 119-106                                     | 119-108                                     | 112-114                                     | 117-107                                     |
| Miami               | 98-124                                      | 96-100                                      | Memphis                                     | 113-102                                     | 138-131 (OT)                                | 111-132                                     | 101-116                                     |
| Orlando             | 93-101                                      | 110-123                                     |                                             |                                             |                                             |                                             |                                             |
| Washington          | 103-113                                     | 132-112                                     | San Antonio                                 | 126-117                                     | 119-84                                      | 129-110                                     | 117-99                                      |
| Division            | 4-6 (Domicile : 2-3; Extérieur : 2-3)       | 4-6 (Domicile : 2-3; Extérieur : 2-3)       | Division                                    | 11-5 (Domicile : 8-0; Extérieur : 3-5)      | 11-5 (Domicile : 8-0; Extérieur : 3-5)      | 11-5 (Domicile : 8-0; Extérieur : 3-5)      | 11-5 (Domicile : 8-0; Extérieur : 3-5)      |
| Conférence          | 13-17 (Domicile : 8-7; Extérieur : 5-10)    | 13-17 (Domicile : 8-7; Extérieur : 5-10)    | Conférence                                  | 29-23 (Domicile : 19-7; Extérieur : 10-16)  | 29-23 (Domicile : 19-7; Extérieur : 10-16)  | 29-23 (Domicile : 19-7; Extérieur : 10-16)  | 29-23 (Domicile : 19-7; Extérieur : 10-16)  |
| Total               | 42-40 (Domicile : 27-14; Extérieur : 15-26) | 42-40 (Domicile : 27-14; Extérieur : 15-26) | 42-40 (Domicile : 27-14; Extérieur : 15-26) | 42-40 (Domicile : 27-14; Extérieur : 15-26) | 42-40 (Domicile : 27-14; Extérieur : 15-26) | 42-40 (Domicile : 27-14; Extérieur : 15-26) | 42-40 (Domicile : 27-14; Extérieur : 15-26) |

## Classements
| Conférence Ouest | Conférence Ouest                     | Conférence Ouest | Conférence Ouest | Conférence Ouest | Conférence Ouest | Conférence Ouest | Conférence Ouest |
| No               | Franchise                            | Vic.             | Def.             | MJ               | V/D              | GB               |                  |
| ---------------- | ------------------------------------ | ---------------- | ---------------- | ---------------- | ---------------- | ---------------- | ---------------- |
| 1                | c - Nuggets de Denver                | 53               | 29               | 82               | .646             | -                |                  |
| 2                | y - Grizzlies de Memphis             | 51               | 31               | 82               | .622             | 2                |                  |
| 3                | y - Kings de Sacramento              | 48               | 34               | 82               | .585             | 5                |                  |
| 4                | x - Suns de Phoenix                  | 45               | 37               | 82               | .549             | 8                |                  |
| 5                | x - Clippers de Los Angeles          | 44               | 38               | 82               | .537             | 9                |                  |
| 6                | x - Warriors de Golden State         | 44               | 38               | 82               | .537             | 9                |                  |
|                  |                                      |                  |                  |                  |                  |                  |                  |
| 7                | x - Lakers de Los Angeles            | 43               | 39               | 82               | .524             | 10               |                  |
| 8                | x - Timberwolves du Minnesota        | 42               | 40               | 82               | .512             | 11               |                  |
| 9                | pi - Pelicans de La Nouvelle-Orléans | 42               | 40               | 82               | .512             | 11               |                  |
| 10               | pi - Thunder d'Oklahoma City         | 40               | 42               | 82               | .488             | 13               |                  |
|                  |                                      |                  |                  |                  |                  |                  |                  |
| 11               | o - Mavericks de Dallas              | 38               | 44               | 82               | .463             | 15               |                  |
| 12               | o - Jazz de l'Utah                   | 37               | 45               | 82               | .451             | 16               |                  |
| 13               | o - Trail Blazers de Portland        | 33               | 49               | 82               | .402             | 20               |                  |
| 14               | o - Rockets de Houston               | 22               | 60               | 82               | .268             | 31               |                  |
| 15               | o - Spurs de San Antonio             | 22               | 60               | 82               | .268             | 31               |                  |

| Division Sud-Ouest            | V  | D  | MJ | V/D  | GB | Dom   | Ext   | Div  |
| ----------------------------- | -- | -- | -- | ---- | -- | ----- | ----- | ---- |
| y - Grizzlies de Memphis      | 51 | 31 | 82 | .622 | –  | 35-6  | 16-25 | 13-3 |
| pi - Pelicans de Nlle-Orléans | 42 | 40 | 82 | .512 | 9  | 27-14 | 15-26 | 11-5 |
| o - Mavericks de Dallas       | 38 | 44 | 82 | .463 | 13 | 23-18 | 15-26 | 9-7  |
| o - Rockets de Houston        | 22 | 60 | 82 | .268 | 29 | 14-27 | 8-33  | 4-12 |
| o - Spurs de San Antonio      | 22 | 60 | 82 | .268 | 29 | 14-27 | 8-33  | 3-13 |